# Canton de Buzancy
Pour les articles homonymes, voir Buzancy.
Le canton de Buzancy est une ancienne division administrative française située dans le département des Ardennes et la région Champagne-Ardenne.

## Géographie
Ce canton était organisé autour de Buzancy dans l'arrondissement de Vouziers. Son altitude moyenne était de 228 m.

## Représentation

### conseillers généraux
| Période                                  | Période      | Identité                                                         | Étiquette             | Qualité |
| ---------------------------------------- | ------------ | ---------------------------------------------------------------- | --------------------- | --- |
| 1833                                     | 1848         | Baron Jean Baptiste Nicolas                                      |                       | Maréchal de camp en retraite Commandant le département des Ardennes Propriétaire à Mézières et à Rémonville                                                           |
| 1848                                     | 1869 (décès) | Louis Victor Billuart                                            |                       | Notaire à Buzancy |
| 1869                                     | 1874         | Porphyre Gobron                                                  |                       | Notaire à Buzancy |
| 1874                                     | 1911 (décès) | Gustave Gobron (fils du précédent)                               | Rad.                  | Député (1885-1889) Sénateur (1907-1911) Président du Conseil général (1904-1911)                                                                                      |
| 1911                                     | 1919 (décès) | Charles Robert                                                   | Rad.                  | Notaire à Nouart |
| 1919                                     | 1922         | Georges Boizard                                                  |                       | Maire de Buzancy, conseiller d'arrondissement |
| 1922                                     | 1940         | Edmond Hannotin                                                  | Rad. ind.             | Ancien Président du Conseil des avocats au Conseil d'État et à la Cour de cassation, Sénateur (1938-1940) Maire de La Berlière Nommé conseiller départemental en 1943 |
| 1940                                     | 1945         | Suspension du Conseil général pendant la Seconde Guerre mondiale |                       | |
| 1945                                     | 1958         | Edmond Hannotin                                                  | DVD                   | Ancien sénateur, La Berlière |
| 1958                                     | 1988         | Jean Decorne                                                     | DVD puis UDR puis RPR | Agriculteur Maire de Briquenay pendant 47 ans |
| 1988                                     | 1991 (décès) | Roger Schmitt (1935-1991)                                        | UDF-Rad.              | Maire de Buzancy |
| 1991                                     | 2001         | Jacques Paulot                                                   | RPR                   | Conseiller à la Cour de cassation, maire de Tailly (1971-1995) |
| 2001                                     | 2015         | Pierre Vernel                                                    | DVD puis UMP          | Agent immobilier Maire de Nouart (1995-2014) Vice-président du Conseil général                                                                                        |
| Les données manquantes sont à compléter. |              |                                                                  |                       | |

### Conseillers d'arrondissement
| Période      | Période          | Identité                                          | Étiquette | Qualité |
| ------------ | ---------------- | ------------------------------------------------- | --------- | --- |
| 1833         | 1842             | Emmanuel Louis Auguste Claude Regnault de Montgon |           | Capitaine d'infanterie de ligne en retraite Propriétaire à Harricourt Président du Conseil d'arrondissement  |
| 1842         | 1848             | Pierre Drappier-Davanne (1780-1857)               |           | Propriétaire, meunier et marchand à Nouart                                                                   |
|              |                  |                                                   |           | |
| 1852         | 1879             | Jean Nicolas Brion                                |           | Docteur en médecine, maire de Buzancy                                                                        |
| 1879         | 1911             | Charles Robert (1845-1919)                        | Radical   | Notaire à Buzancy, propriétaire à Nouart                                                                     |
| 17 déc. 1911 | 1919             | Georges Boizard                                   |           | Notaire, maire de Buzancy                                                                                    |
| 1919         | 1923 (démission) | Pierre Gobron                                     |           | Ingénieur agronome à Buzancy                                                                                 |
| 1923         | 1940             | Félix Pognon                                      | RG        | Agriculteur, maire de Sommauthe                                                                              |
| 1940         |                  |                                                   |           | Les conseils d'arrondissement ont été suspendus par la loi du 12 octobre 1940 et n'ont jamais été réactivés. |

## Composition
Le canton de Buzancy regroupait dix-huit communes et comptait 1 949 habitants (populations légales 2010 sans doubles comptes).
| Nom                      | Code Insee | Intercommunalité           | Population (dernière pop. légale) |
| ------------------------ | ---------- | -------------------------- | --------------------------------- |
| Buzancy (chef-lieu)      | 08089      | CC de l'Argonne Ardennaise | 338 (2014)                        |
| Bar-lès-Buzancy          | 08049      | CC de l'Argonne Ardennaise | 129 (2014)                        |
| Bayonville               | 08052      | CC de l'Argonne Ardennaise | 99 (2014)                         |
| Belval-Bois-des-Dames    | 08059      | CC de l'Argonne Ardennaise | 34 (2014)                         |
| La Berlière              | 08061      | CC de l'Argonne Ardennaise | 46 (2014)                         |
| Briquenay                | 08086      | CC de l'Argonne Ardennaise | 108 (2014)                        |
| Fossé                    | 08176      | CC de l'Argonne Ardennaise | 51 (2014)                         |
| Harricourt               | 08215      | CC de l'Argonne Ardennaise | 35 (2014)                         |
| Imécourt                 | 08233      | CC de l'Argonne Ardennaise | 52 (2014)                         |
| Landres-et-Saint-Georges | 08246      | CC de l'Argonne Ardennaise | 86 (2014)                         |
| Nouart                   | 08326      | CC de l'Argonne Ardennaise | 148 (2014)                        |
| Oches                    | 08332      | CC de l'Argonne Ardennaise | 43 (2014)                         |
| Saint-Pierremont         | 08394      | CC de l'Argonne Ardennaise | 75 (2014)                         |
| Sommauthe                | 08424      | CC de l'Argonne Ardennaise | 116 (2014)                        |
| Tailly                   | 08437      | CC de l'Argonne Ardennaise | 173 (2014)                        |
| Thénorgues               | 08446      | CC de l'Argonne Ardennaise | 101 (2014)                        |
| Vaux-en-Dieulet          | 08463      | CC de l'Argonne Ardennaise | 55 (2014)                         |
| Verpel                   | 08470      | CC de l'Argonne Ardennaise | 74 (2014)                         |

## Démographie
| 1962  | 1968  | 1975  | 1982  | 1990  | 1999  | 2006  | 2011  | 2012  |
| ----- | ----- | ----- | ----- | ----- | ----- | ----- | ----- | ----- |
| 3 208 | 2 950 | 2 513 | 2 296 | 2 058 | 1 971 | 1 906 | 1 882 | 1 841 |